# Ben Davis (cầu thủ bóng đá, sinh 2000)
Benjamin James Davis (sinh ngày 24 tháng 11 năm 2000) là một cầu thủ bóng đá chuyên nghiệp người Thái Lan hiện đang thi đấu ở vị trí tiền vệ tấn công hoặc tiền vệ cánh cho câu lạc bộ Thai League 1 Uthai Thani và đội tuyển bóng đá quốc gia Thái Lan.

## Sự nghiệp câu lạc bộ

### Các đội trẻ
Davis bắt đầu sự nghiệp cầu thủ của mình bằng việc theo học tại Trường Bóng đá JSSL Singapore (Junior Soccer School and League Singapore), một học viện bóng đá trẻ do cha anh làm chủ, có trụ sở tại Singapore, có quan hệ đối tác với Fulham và câu lạc bộ Tampines Rovers của Giải bóng đá Ngoại hạng Singapore. Sau đó, anh gia nhập Trung tâm Đào tạo tài năng dành cho thanh thiếu niên của Hiệp hội bóng đá Singapore (FAS) và đại diện cho các đội tuyển quốc gia của Singapore ở các cấp độ khác nhau (U16, U19).

### Fulham
Năm 2017, Davis giành được suất học bổng hai năm với học viện bóng đá của Fulham sau khi gây ấn tượng trong các cuộc tuyển trạch. Anh là cầu thủ Singapore đầu tiên ký hợp đồng với một đội bóng Premier League.
Trong mùa giải đầu tiên của mình, Davis đã có 10 lần ra sân cho đội U18 South League của câu lạc bộ, trong đó có một pha đánh đầu ghi bàn vào lưới đội U18 West Ham và đạt tỷ lệ chuyền bóng chính xác là 90%. Năm 2018, Fulham thông báo rằng Davis, cùng với các cầu thủ học viện khác, đã được ký hợp đồng chuyên nghiệp, theo đó họ sẽ được trả lương theo tuần cũng như vẫn tiếp tục chơi cho các đội U18 và U23 của câu lạc bộ. Davis đã ký hợp đồng chuyên nghiệp đầu tiên với Fulham vào tháng 6 năm 2017 và được ghi nhận trên website của câu lạc bộ là công dân Anh. Tháng 8 năm 2019, Davis vào sân ở phút 89 trong trận thua 0–1 của Fulham trước Southampton tại Cúp Liên đoàn bóng đá Anh. Vào ngày 13 tháng 10 năm 2019, Davis xác nhận rằng anh đã đăng ký thi đấu với tư cách là một cầu thủ bản địa với Hiệp hội bóng đá Anh (FA).

### Giai đoạn 2021–2024
Vào ngày 31 tháng 8 năm 2021, Davis gia nhập đội bóng ở League One, Oxford United theo bản hợp đồng có thời hạn hai năm. Tuy nhiên đến tháng 8 năm 2022, Davis được cho mượn một mùa giải tới câu lạc bộ Thai League 1 Port. Hợp đồng của anh với Oxford không được gia hạn vào cuối mùa giải 2022–23. Sau khi chia tay Port FC, Davis ký hợp đồng với Chonburi.

### 2024–nay: Uthai Thani
Vào ngày 11 tháng 1 năm 2024, Davis đã ký hợp đồng với Uthai Thani đến tháng 6 năm 2027. Ngày 15 tháng 9, Davis ghi 1 bàn trong chiến thắng 3–1 của Uthai trước Rayong tại vòng 6 Thai League 1 2024–25. Vào ngày 29 tháng 9, Davis ghi bàn ấn định chiến thắng 3–0 của Uthai trước Chiangrai United tại vòng 8 Thai League 1.

## Sự nghiệp quốc tế

### Lứa trẻ
Davis hiện có hộ chiếu của Vương quốc Anh, Thái Lan và Singapore nhưng đã lựa chọn thi đấu cho đội tuyển bóng đá quốc gia Thái Lan ở cấp độ quốc tế.
Trong thời gian tập luyện tại JSSL Singapore và Trung tâm Đào tạo tài năng dành cho thanh thiếu niên của FAS, Davis được triệu tập và thi đấu cho U16 Singapore ở vòng loại thuộc Giải vô địch U16 châu Á năm 2016 vào năm 2015. Năm 2017, Davis được triệu tập vào đội tuyển U19 Singapore để thi đấu vòng loại Giải vô địch U19 châu Á năm 2018.
Năm 2018, Davis bất ngờ được triệu tập vào đội tuyển quốc gia Singapore để tham dự Vòng loại Cúp bóng đá châu Á 2019, nhưng anh không chơi ở bất kỳ trận đấu nào.
Vào tháng 9 năm 2019, Davis được triệu tập vào đội tuyển U23 Thái Lan để chuẩn bị cho SEA Games 30.
Năm 2020, Davis thi đấu cho U23 Thái Lan tại giải U23 châu Á 2020, ra sân trong trận hòa 1–1 với U23 Iraq ở vòng bảng cũng như trận thua 0–1 trước U23 Ả Rập Xê Út ở tứ kết, từ đó Davis đã có thêm những mối liên hệ chặt chẽ hơn với Thái Lan. Năm 2022, anh tiếp tục được triệu tập vào đội U23 tham dự giải vô địch U23 châu Á năm 2022.

### Đội tuyển quốc gia
Năm 2023, Davis lần đầu tiên được triệu tập vào đội tuyển quốc gia Thái Lan tham dự Cúp Nhà vua Thái Lan 2023 (King's Cup 2023) để thay thế đội trưởng Chanathip Songkrasin, người đã rút lui vì chấn thương. Vào tháng 11 năm 2024, anh được chọn vào đội tuyển Thái Lan tham dự Giải vô địch bóng đá ASEAN 2024. Anh ghi một cú đúp vào ngày 8 tháng 12 năm 2024 trong chiến thắng hủy diệt 10–0 trước Timor-Leste. Davis ghi bàn trong trận chung kết lượt về ASEAN Cup năm 2024 vào ngày 5 tháng 1 năm 2025 vào lưới đội tuyển Việt Nam nhưng Thái Lan thua chung cuộc 2–3 (và 3–5 sau hai lượt trận).

## Đời tư
Davis sinh ra tại Phuket, Thái Lan và đến Singapore sinh sống khi mới năm tuổi cùng gia đình. Davis học tại Trường Thể thao Singapore (Singapore Sports School) từ năm 2013 đến năm 2015 trước khi chuyển đến Trường Trung học Harrow ở London vào năm 2016. Năm 2017, anh được trao học bổng hai năm tại học viện của Fulham.
Davis là con thứ hai trong gia đình có bốn người con. Mẹ anh, Sopee Davis, là người Thái Lan, trong khi cha anh, Harvey Davis, là người Anh.

### Vấn đề nghĩa vụ quân sự
Là công dân Singapore, Davis phải nhập ngũ theo chương trình nghĩa vụ quân sự của nước này khi tròn 18 tuổi. Đơn xin hoãn nghĩa vụ quân sự của anh để phát triển sự nghiệp cầu thủ bóng đá chuyên nghiệp với tư cách là một cầu thủ bóng đá tại Fulham đã bị Bộ Quốc phòng (MINDEF) từ chối vì anh "không đáp ứng các tiêu chí hoãn nghĩa vụ quân sự dài hạn". Cha của Davis đã so sánh với Joseph Schooling, một vận động viên bơi lội của nước này đã được hoãn nghĩa vụ và tiếp tục giành huy chương tại Thế vận hội.
MINDEF phản bác rằng hợp đồng của Davis với Fulham "không khác những dự định cá nhân của những người sắp nhập ngũ khác" và một đơn kháng cáo được Hiệp hội bóng đá Singapore (FAS) ủng hộ cũng đã bị từ chối. Bộ này cũng cho biết Davis không đáp ứng các tiêu chí hoãn nghĩa vụ dài hạn vì đó là "dự định cá nhân" và điều đó "không công bằng" với những người khác đã thực hiện nghĩa vụ quân sự đầy đủ. Cơ quan nói trên lập luận thêm rằng việc từ chối hoãn nghĩa vụ cũng dựa trên cơ sở cha của Davis "không cam kết" thời điểm con trai ông sẽ trở về Singapore để thực hiện nghĩa vụ quân sự, cùng với những phát biểu sau đó với giới truyền thông rằng ông "sẽ khuyến khích con trai mình từ bỏ quốc tịch Singapore để theo đuổi sự nghiệp [cầu thủ]".
Vào ngày 11 tháng 1 năm 2019, Davis đã không trình diện để thực hiện nghĩa vụ quân sự tại Singapore và kể từ ngày 18 tháng 2 năm 2019 đã bị coi là người vi phạm. Cầu thủ này cũng ra nước ngoài mà không có giấy phép xuất cảnh hợp lệ. Mặc dù FAS trước đó đã ủng hộ đơn xin hoãn nghĩa vụ của Davis, nhưng họ đã chỉ trích quyết định không trở về của anh. Vào tháng 10 năm 2019, Davis đã chọn thi đấu cho Thái Lan ở các cấp độ đội tuyển quốc gia, và tuyên bố anh sẽ không trở về Singapore mặc dù là công dân, không có ý định thực hiện nghĩa vụ quân sự.

## Thống kê cá nhân

### U16 Singapore
| STT | Ngày                | SVĐ                                                   | Đối thủ   | Kết quả    | Giải                |
| --- | ------------------- | ----------------------------------------------------- | --------- | ---------- | ------------------- |
| 1   | 28 tháng 7 năm 2015 | Sân vận động Olympic Phnôm Pênh, Phnôm Pênh, Cambodia | Myanmar   | 1–3 (thua) | U16 Đông Nam Á 2015 |
| 2   | 1 tháng 8 năm 2015  | Sân vận động Olympic Phnôm Pênh, Phnom Penh, Cambodia | Úc        | 2–8 (thua) | U16 Đông Nam Á 2015 |
| 3   | 3 tháng 8 năm 2015  | Sân vận động Olympic Phnôm Pênh, Phnom Penh, Cambodia | Campuchia | 0–0 (hòa)  | U16 Đông Nam Á 2015 |

### Singapore under-19 international caps
| STT | Ngày                | SVĐ                                                                              | Đối thủ  | Kết quả    | Giải                      |
| --- | ------------------- | -------------------------------------------------------------------------------- | -------- | ---------- | ------------------------- |
| 1   | 4 tháng 11 năm 2017 | Sân Trung tâm Bóng đá thuộc Hiệp hội bóng đá Mông Cổ (MFF), Ulaanbaatar, Mông Cổ | Thái Lan | 0–2 (thua) | Vòng loại U19 châu Á 2018 |
| 2   | 6 tháng 11 năm 2017 | Sân Trung tâm Bóng đá MFF, Ulaanbaatar, Mông Cổ                                  | Nhật Bản | 0–7 (thua) | Vòng loại U19 châu Á 2018 |
| 3   | 8 tháng 11 năm 2017 | Sân Trung tâm Bóng đá MFF, Ulaanbaatar, Mông Cổ                                  | Mông Cổ  | 2–4 (thua) | Vòng loại U19 châu Á 2018 |

### U23 Thái Lan
| STT | Ngày                 | SVĐ                                         | Đối thủ     | Kết quả     | Giải                                  |
| --- | -------------------- | ------------------------------------------- | ----------- | ----------- | ------------------------------------- |
| 1   | 14 tháng 1 năm 2020  | Sân vận động Rajamangala, Bangkok, Thái Lan | Iraq        | 1–1 (hòa)   | Giải vô địch bóng đá U-23 châu Á 2020 |
| 2   | 18 tháng 1 năm 2020  | Sân vận động Rajamangala, Bangkok, Thái Lan | Ả Rập Xê Út | 0–1 (thua)  | Giải vô địch bóng đá U-23 châu Á 2020 |
| 3   | 25 tháng 10 năm 2021 | Ulaanbaatar, Mông Cổ                        | Mông Cổ     | 1–1 (hòa)   | Vòng loại U23 Châu Á 2022             |
| 4   | 31 tháng 10 năm 2021 | Ulaanbaatar, Mông Cổ                        | Malaysia    | 0–0 (hòa)   | Vòng loại U23 Châu Á 2022             |
| 5   | 7 tháng 5 năm 2022   | Nam Định, Việt Nam                          | Malaysia    | 1–2 (thua)  | SEA Games 31                          |
| 6   | 9 tháng 5 năm 2022   | Nam Định, Việt Nam                          | Singapore   | 5–0 (thắng) | SEA Games 31                          |
| 7   | 2 tháng 6 năm 2022   | Sân vận động Milliy, Tashkent, Uzbekistan   | Việt Nam    | 2–2 (thua)  | Giải vô địch bóng đá U-23 châu Á 2022 |

### Bàn thắng quốc tế
| STT | Ngày                | SVĐ                                         | Đối thủ    | Kết quả | Tỷ số | Giải                            |
| --- | ------------------- | ------------------------------------------- | ---------- | ------- | ----- | ------------------------------- |
| 1.  | 8 tháng 12 năm 2024 | Sân vận động Hàng Đẫy, Hà Nội, Việt Nam     | Đông Timor | 1–0     | 10–0  | Giải vô địch bóng đá ASEAN 2024 |
| 2.  | 8 tháng 12 năm 2024 | Sân vận động Hàng Đẫy, Hà Nội, Việt Nam     | Đông Timor | 4–0     | 10–0  | Giải vô địch bóng đá ASEAN 2024 |
| 3.  | 5 tháng 1 năm 2025  | Sân vận động Rajamangala, Bangkok, Thái Lan | Việt Nam   | 1–1     | 2–3   | Giải vô địch bóng đá ASEAN 2024 |